# 梨复四门虫
梨复四门虫（学名：Tetrapylonium pyrum）为门孔虫科复四门虫属的动物。在中国，分布于南海等海域。